# Enrica Follieri
Enrica Follieri (Roma, 5 dicembre 1926 – Roma, 11 dicembre 1999) è stata una filologa, bizantinista e paleografa italiana, specialista di agiografia, liturgia, omiletica e poesia religiosa.

## Biografia
Enrica Follieri nacque a Roma nel 1926 da una famiglia originaria della provincia di Foggia. Nella Capitale frequentò l'Università "La Sapienza", dove conseguì la laurea in Lettere classiche nel 1948, allieva di Silvio Giuseppe Mercati, primo professore ordinario di Filologia bizantina in Italia. La Follieri, sotto la sua guida, si laureò discutendo una tesi sul Teseida neogreco, opera che rivelò da subito la capacità della studiosa di spaziare fino a scritti rappresentativi per l'influenza della cultura bizantina nella letteratura italiana rinascimentale. La Follieri alimentò ulteriormente le proprie competenze anche grazie al filologo classico Antonio Maria Cervi e al bizantinista Ciro Giannelli (che di Mercati fu successore); di entrambi fu assistente volontaria e poi ordinaria. Rimase sempre in stretto rapporto di collaborazione con l'orientalista e glottologo Antonino Pagliaro, con il grecista Gennaro Perrotta e con l'archeologa ed epigrafista Margherita Guarducci.
Ottenne la libera docenza in Filologia bizantina nel 1960 e in Paleografia greca l'anno seguente: insegnò Paleografia greca, in qualità di docente incaricato, presso l'Università La Sapienza di Roma sia per la Facoltà di Lettere e Filosofia sia per la Scuola Speciale per Archivisti e Bibliotecari, dal 1961 al 1975. Nel 1976, vinti i concorsi a cattedra sia per Filologia bizantina sia per Paleografia greca, scelse di ricoprire l'incarico relativo al primo insegnamento, esercitando sempre presso La Sapienza dal 1976 fino al 31 ottobre del 1999. Per la stessa Università fu coordinatrice di due cicli del Dottorato di Ricerca in Filologia giudaico-ellenistica, bizantina e neogreca (VIII-IX ciclo, dal 1992 al 1997).
A illustrazione della sua personalità, tre qualità con cui l'hanno descritta allievi e studiosi: chiarezza, umiltà e fierezza inscindibili.
Era sorella dell'archeobotanica Maria Follieri (1932-2012), anch'essa ricercatrice e poi docente alla Sapienza di Roma.

## Attività scientifica e di ricerca

### Appartenenza a società scientifiche ed accademie
La Follieri si mostrò sempre legata alle relazioni professionali e umane, intessute con importanti Istituzioni di ricerca e cultura; nel 1977 fu nominata socio ordinario dell'Istituto siciliano di studi bizantini e neoellenici di Palermo, nel 1979 ricoprì la carica di presidente del Comitato scientifico per gli Incontri di studi bizantini di Reggio Calabria, nel 1981 divenne socio ordinario della Ἑταιρεία Βυζαντινῶν Σπουδῶν di Atene, l'anno successivo divenne membro effettivo della Pontificia Accademia Romana di Archeologia.
Fu socio corrispondente inoltre di noti sodalizi accademici e culturali, dal 1987 dell'Accademia nazionale dei Lincei, dal 1990 “membre adhérent” della Société des Bollandistes di Bruxelles e dal 1992 socio dell'Ἀκαδημία Ἀθηνῶν. Il respiro internazionale degli studi di Enrica Follieri fu ulteriormente impreziosito dalla continua disponibilità alla collaborazione con studiosi di affermata competenza, a partire dal bizantinista domenicano Raymond-Joseph Loenertz e dal bollandista François Halkin.  Le parole che la stessa Follieri utilizza nella prefazione al primo volume contenente gli Atti del Congresso Internazionale svoltosi a Roma nel 1989, e dedicato agli studi di filologia medievale e umanistica greca e latina nel XX secolo, sono di nuovo esemplari per comprendere la sua apertura verso le ricerche degli altri Paesi: «I rappresentanti di molti Paesi ebbero la possibilità di presentarsi a Roma e di parlare con una libertà che sarebbe stata impensabile qualche anno prima. Sono le loro relazioni quelle che presentano un più vivo interesse non solo scientifico, ma umano».

### Coordinamento di imprese editoriali scientifiche
La studiosa rivelò presto vivo interesse per le opere collettive di organizzazione e trasmissione della conoscenza: sin dal 1963 fu consulente per le fonti bizantine del Comitatus exsecutorius per la realizzazione del Repertorium fontium historiae Medii Aevi e dal 1967 fu redattrice per la stessa collana, applicandosi nella formulazione dei criteri per la resa in lingua italiana dei nomi di famiglia bizantini, progressivamente invalsi. Circa un decennio dopo, nel 1976, fu inserita anche nel Comitatus particularis pro fontibus Byzantinis, il gruppo di specialisti che si occupò di perfezionare ulteriormente il Repertorium, con il quale la Follieri collaborò fino a quando rimase in vita. Dal 1968 partecipò anche alle attività del Comitato editoriale dei Monumenta Musicae Byzantinae di Copenaghen. Nel 1977 assunse la direzione delle pubblicazioni di settore edite dalla Sapienza: la «Rivista di studi bizantini e neollenici» e la collana correlata, «Testi e studi bizantino-neoellenici». La partecipazione al continuo aggiornamento delle ricerche spinse la Follieri a collaborare per la redazione dei bollettini bibliografici delle riviste «Byzantinoslavica» (1958-1992) e soprattutto «Byzantinische Zeitschrift» (1960-1996). Come ella stessa scrisse in una sua sintesi dedicata agli studi di filologia bizantina in Italia nel XX secolo, si trattò di «un impegno che cerco volentieri di assolvere “pro communi utilitate” al meglio delle mie capacità».

### Ricerca

#### Agiografia e filologia bizantina
La variegata produzione scientifica di Enrica Follieri annovera tredici monografie edite in vita e una postuma, relativa alla vita di san Nilo da Rossano. Inoltre, più di un centinaio di contributi di vario genere che coinvolgono anche questioni metodologiche (storiografia, diplomatica, filologia), ma che si concentrano essenzialmente sull'agiografia e il suo rapporto con la produzione innografica. La storica Vera von Falkenhausen, in un convegno svoltosi a Roma nel 2002 in ricordo della studiosa, sottolineò infatti che più della metà delle opere di Enrica Follieri riguardarono studi agiografici.
Particolarmente per quanto attiene alle fonti di contesto italo-meridionale, per il genere agiografico la Follieri considerò non solo la veridicità storica delle relative tradizioni, ma anche la resa linguistica e lo stile delle fonti, indagate alla luce della tradizione manoscritta. Tra i numerosi temi e i testi considerati dalla Follieri va menzionato lo studio sulla vita inedita di san Fantino il Giovane, seguita dalle ricerche sulla figura di san Nilo, ma altrettanto l'analisi relativa alla presenza dei santi Saba il Goto e Saba Stratelata nei calendari, nei sinassari e nella poesia liturgica bizantina. Grazie alla puntigliosa attenzione rivolta agli inni liturgici, la Follieri riuscì parimenti ad approfondire la tradizione della Passio di Trifena di Cizico, ma anche la produzione di Vitae come quelle di sant'Ardomio di Larissa e sant'Agrippina di Mineo. Nel corso di tali indagini agiografiche, peraltro, non trascurò il contributo dell'archeologia e della storia dell'arte bizantina, come si evince dal richiamo alla monumentalità romana rintracciata nella versione greca della Passio di Sisto, Lorenzo e Ippolito e analizzata con dettagliato studio dalla Follieri. L'attenzione della studiosa per la communis utilitas la portò anche alla redazione di un repertorio fondamentale per i cultori di innografia bizantina, l'incipitario degli inni liturgici greci: Initia hymnorum Ecclesiae Graecae, raccolta in cinque volumi edita tra il 1960 e il 1965 (5 v., 6 t., Città del Vaticano, Biblioteca Apostolica Vaticana, «Studi e testi» 211-15bis). Il progressivo perfezionamento nel già menzionato rapporto tra agiografia e innografia la indusse a prestare particolare attenzione all'opera del poeta bizantino Cristoforo Mitileneo (XI secolo), ai cui calendari in metro innografico dedicò nel 1980 una celebrata edizione critica (I calendari in metro innografico di Cristoforo Mitileneo, 2 v., Bruxelles, Societe des Bollandistes, «Subsidia Hagiographica», 63). Nel 1993 infine, produsse la monumentale edizione critica della Vita di san Fantino il Giovane, un breve testo agiografico (36 pp. a stampa) al quale ella accostò un'introduzione di quasi 400 pagine e un commento di 140.

#### Paleografia greca
La Follieri, grazie alle sue attente ricerche sulla documentazione manoscritta in lingua greca, antica e medievale, offrì al pubblico degli studiosi la sistematizzazione delle diverse tipologie di scrittura presenti in codici datati della Biblioteca Vaticana, con un'estesa raccolta di facsimili (Codices Graeci Bibliothecae Vaticanae selecti annorumque notis instructi, [Romae] apud Bibliothecam Vaticanam 1969, «Exempla scripturarum» 4). Oltre a questo regesto internazionalmente diffuso e apprezzato, Enrica Follieri fu autrice di numerosi importanti contributi: nel 1974, in occasione del Congresso Internazionale di Paleografia greca di Parigi, propose per prima una sistematizzazione delle scritture minuscole librarie invalse nei secoli IX e X. Nello stesso anno del Congresso fu pubblicato un suo studio dedicato a un epigramma attribuito al monaco e pittore Tommaso di Damasco (IX sec.), dove Follieri illustrò le caratteristiche della tipologia di scrittura utilizzata per comporre l'epigramma e per prima definì tale scrittura “minuscola agiopolita”, constatando la notevole diffusione della stessa tipologia grafica in più documenti redatti tra VIII e IX secolo nella Città Santa, Gerusalemme. Enrica Follieri fu antesignana anche nell'individuazione e definizione della minuscola della scuola niliana, ovvero la scrittura impiegata da san Nilo da Rossano e dai suoi discepoli (X-XI sec.). Ѐ inoltre detto “chiodo Follieri” un segno interpuntivo presente in fonti sia orientali sia italo-meridionali (XI-XII sec.): un indicatore di pausa media sospensiva dalla forma di chiodo inclinato a sinistra.

## Opere
La produzione di Enrica Follieri comprende oltre centocinquanta titoli, vedi il contributo di Andrea Luzzi, Bibliografia di Enrica Follieri, in Rivista di Studi Bizantini e Neoellenici, n. 39, 2002,  pp. 9-22. Il volume è interamente dedicato al ricordo di Enrica Follieri, raccogliendo gli atti della giornata di studio svoltasi a Roma il 31 maggio 2002. Una ventina di essi erano stati ristampati, con addenda e corrigenda a cura della stessa Follieri, in  Enrica Follieri, Byzantina et Italograeca. Studi di filologia e di paleografia, a cura di Augusta Acconcia Longo, Lidia Perria e Andrea Luzzi, collana Storia e Letteratura, 195, Roma, Edizioni di Storia e Letteratura, 1997.
Qui di seguito vengono riportate le opere principali.

### Edizioni critiche, monografie
- Il Teseida neogreco. Libro I. Saggio di edizione, Atene-Roma, 1959 (“Testi e studi bizantino-neoellenici” 1).
- Initia Hymnorum Ecclesiae Graecae, I-V, Città del Vaticano, 1960-1965 (“Studi e Testi” 211-215bis).
- Un Theotocarion Marciano del sec. XIV (cod. Marciano cl. I, 6), in Archivio italiano per la storia della pietà, vol. 3, 1962,  pp. 37-278. Le pp. 231-261 sono di Graziella Paolini, le pp. 263-278 di Stella Tarquini.
- Giovanni Mauropode metropolita di Eucaita, Otto Canoni paracletici a N.S. Gesù Cristo, in “Archivio italiano per lo storia della pietà” 5 (1968), pp. 1-200.
- Codices Graeci Bibliothecae Vaticanae selecti, temporum locorumque ordine digesti, commentariis et transcriptionibus instructi, Città del Vaticano, 1969.
- [in collaborazione con O. Strunk] Triodium Athoum, collana Monumenta Musicae Byzantinae, Série principale, 9, I: Pars principalis; II: Pars suppletoria, Hauniae, 1975.
- I Calendari in metro innografico di Cristoforo Mitileneo, I: Introduzione, testo e traduzione; II: Commentario e indici, Bruxelles, 1980 (Subsidia hagiographica, 63).
- La Vita di san Fantino il Giovane. Introduzione, testo greco, traduzione, commentario e indici, Bruxelles, 1993 (Subsidia hagiographica 77).

### Saggi
- Un codice Marciano del Teseida, in Atti dell'Accademia di scienze, lettere ed arti di Palermo, s. IV, n. 10, 1949-1950,  pp. 3-16.
- Saba Goto e Saba Stratelata, in Analecta Bollandiana, vol. 80, 1962,  pp. 249-307.
- Problemi di innografia bizantina, in Actes du XIIe Congrès International d’Études Byzantines. Ochride, 10-16 septembre 1961, Beograd, 1964,  pp. 311-325.
- Le poesie di Cristoforo Mitileneo come fonte storica, in Zbornik Radova Vizantoloskog Instituta, 8:2, 1964,  pp. 133-148.
- L’ordine dei versi in alcuni epigrammi bizantini, in Byzantion, n. 34, 1964,  pp. 447-467.
- Santi occidentali nell’innografia bizantina, in Atti del convegno internazionale sul tema «L’Oriente cristiano nella storia della civiltà» (Roma 31 marzo-3 aprile 1963-Firenze 4 aprile 1963), Roma, 1964,  pp. 251-271.
- Il calendario in forma di canone di Teodosio Calociro, in Mélanges Eugène Tisserant, Città del Vaticano, 1964,  pp. 103-169.
- L'ordine dei versi in alcuni epigrammi bizantini, in Byzantion, n. 34, 1964,  pp. 447-467.
- Bartolomeo da Cremona, in Dizionario biografico degli Italiani, VI, Roma, 1964,  pp. 711-712.
- Le poesie di Cristoforo Mitileneo come fonte storica, in Zbornik Radova Vizantoloskog Instituta, 8:2, 1964,  pp. 133-148.
- Problemi di innografia bizantina, in Actes du XIIe Congrès International d’Études Byzantines. Ochride, 10-16 septembre 1961, Beograd, 1964,  pp. 311-325.
- Un reliquiario bizantino di s. Simeone stilita, in Byzantion, n. 35, 1965,  pp. 62-82.
- Vite ed inni greci per i santi di Ravenna, in Rivista di studi bizantini e neoellenici, n.s., n. 2-3, 1965-1966,  pp. 193-203.
- Alcune reliquie dell’omiletica italo-greca, in Byzantino-Sicula, Palermo, 1966,  pp. 18-21.
- Santi persiani nell’innografia bizantina, in Atti del Convegno sul tema «La Persia e il mondo greco-romano», Roma, 1966,  pp. 227-242.
- Il poema bizantino di Belisario, in Atti del Convegno Internazionale sul tema: La poesia epica e la sua formazione (Roma, 28 marzo-3 aprile 1969), Roma, 1970,  pp. 583-651.
- Santa Trifena di Cizico, in Analecta Bollandiana, n. 89, 1971,  pp. 343-362.
- Santi di Metone: Atanasio vescovo, Leone taumaturgo, in Byzantion, n. 41, 1971,  pp. 378-451.
- Il culto dei santi nell’Italia greca, in La Chiesa Greca in Italia dall’VIII al XVI secolo. Atti del Convegno Storico Interecclesiale (Bari, 30 aprile-4 maggio 1969), II, Padova, Editrice Antenore, 1972,  pp. 553-577.
- I santi della Calabria bizantina, in Calabria bizantina. Vita religiosa e strutture amministrative. Atti del primo e secondo incontro di Studi Bizantini, Reggio Calabria, 1974,  pp. 71-93.
- Tommaso di Damasco e l’antica minuscola libraria greca, in Rendiconti della Accademia nazionale dei Lincei. Classe di scienze morali, storiche e filologiche, s. VIII, n. 29, 1974,  pp. 1-19.
- Santa Agrippina nell’innografia e nell’agiografia greca, in Byzantino-Sicula II. Miscellanea di scritti in memoria di Giuseppe Rossi Taibbi, Palermo, 1975,  pp. 209-259.
- S. Ardomio martire in Tessaglia, in Analecta Bollandiana, n. 93, 1975,  pp. 313-348.
- Problemi di agiografia bizantina: il contributo dell’innografia allo studio dei testi agiografici in prosa, in Bollettino della Badia greca di Grottaferrata, n.s., n. 31, 1977,  pp. 3-14.
- La minuscola libraria dei secoli IX-X, in “La paléographie grecque et byzantine (Paris, 21-25 octobre 1974)”, Parigi 1977, pp. 139-153
- Il libro greco per i Greci nelle imprese editoriali romane e veneziane della prima metà del Cinquecento, in Venezia centro di mediazione tra Oriente e Occidente (secoli XV-XVI). Aspetti e problemi, II, Firenze, Leo S. Olschki, 1977,  pp. 483-508.
- Sant’Ippolito nell’agiografia e nella liturgia bizantina, in Ricerche su Ippolito, Roma, Institutum Patristicum Augustinianum, 1977,  pp. 31-43.
- The ‘Living Heirmologion’ in the Hymnographic Production of John Mauropus, Metropolitan of Euchaita, in Studies in Eastern Chant, n. 4, 1979,  pp. 54-75.
- Due codici greci già cassinesi oggi alla Biblioteca Vaticana: gli Ottob. gr. 250 e 251, in Palaeographica Diplomatica et Archivistica. Studi in onore di Giulio Battelli, Roma, 1979,  pp. 159-221.
- Antiche chiese romane nella Passio greca di Sisto, Lorenzo ed Ippolito, in Rivista di studi bizantini e neoellenici, n.s., n. 17-19, 1980-1982,  pp. 43-71.
- Poesia e innografia nell’Italia bizantina., in La cultura in Italia fra Tardo Antico e Alto Medioevo. Atti del Convegno tenuto a Roma, Consiglio Nazionale delle Ricerche, dal 12 al 16 novembre 1979, II, Roma, 1981,  pp. 513-522.
- Dove e quando morì Giovanni Mosco?, in “Rivista di studi bizantini e neoellenici”, n.s. 25 (1988), pp. 3-39
- La filologia bizantina in Italia nel secolo XX, in “La filologia medievale e umanistica greca e latina nel secolo XX. Atti del Congresso Internazionale. Roma, Consiglio Nazionale delle Ricerche. Università La Sapienza, 11-15 dicembre 1989”, I, Roma 1993 (Testi e studi bizantino-neoellenici, 7), pp. 389-431
- Le scritture librarie nell'Italia bizantina, in “Libri e documenti d'Italia dai Longobardi alla rinascita delle città. Atti del Convegno Nazionale dell'Associazione Italiana Paleografi e Diplomatisti (Cividale, 5-7 ottobre 1994)”, Udine 1996, pp. 61-85
- Per una nuova edizione della Vita di san Nilo da Rossano, in “Bollettino della Badia greca di Grottaferrata”, n.s. 51 (1997), pp. 71-92
- I santi dell'Italia greca, in “Rivista di studi bizantini e neoellenici”, n.s. 34 (1997), pp. 3-36
- Il kappa corsivo in scritture documentarie e librarie italogreche, in “Rivista di studi bizantini e neoellenici”, n.s. 34 (1997; pubbl. 1998), pp. 65-70
- Dal nome del Bessarione al problema della resa in italiano dei nomi di famiglia bizantini, in “Rivista di studi bizantini e neoellenici”, n.s. 35 (1998), pp. 131-137
- Un luogo discusso della Vita Nili, in Rivista di cultura classica e medioevale, n. 40, 1998,  pp. 115-118.
- I santi dell’Italia greca, in Oriente Cristiano e Santità. Figure e storie di santi tra Bisanzio e l’Occidente, [Venezia], 1998,  pp. 93-106.
- Ricordo di monsignor Giuseppe De Luca, in Don Giuseppe De Luca a cento anni dalla nascita. Nuove testimonianze e riflessioni con un’appendice di testi inediti o poco noti, Roma, 1998,  pp. 58-62.
- Due santi dell’Epiro tra mondo greco e mondo latino: Terino e Donato, in Homo Adriaticus. Identità culturale e autocoscienza attraverso i secoli. Atti del Convegno internazionale di studio (Ancona, 9-12 novembre 1993), Reggio Emilia, 1998,  pp. 295-311.
- Un santo monaco calabrese a Tessalonica: Fantino il Giovane, in Palmi Calabria Cristiana. Società Religione Cultura nel territorio della Diocesi di Oppido Mamertina-Palmi. 1. Dalle origini al Medio Evo (Atti del Convegno di Studi, Palmi - Cittanova 21-25 novembre 1994), Soveria Mannelli, 1999,  pp. 463-475.
- Monaci greci di Calabria nell’Oriente bizantino tra il IX e il XII secolo, in Chiesa e Società nel Mezzogiorno. Studi in onore di Maria Mariotti, I, Soveria Mannelli, 1999,  pp. 5-13.

### Opere postume
- Per il testo della Vita di san Nilo da Rossano, in Byzantino-sicula III. Miscellanea di scritti in memoria di Bruno Lavagnini, Palermo, Istituto siciliano di studi bizantini e neoellenici Bruno Lavagnini, 2000,  pp. 123-133.
- Echi della Vita di Antonio nella Vita di Nilo da Rossano, in L'Ellenismo italiota dal VII al XII secolo, Atene, 2001,  pp. 19-26.
- Costantinopoli, città santa, in Città Sante - Città Capitali: il Giubileo nella storia, Roma, 2001,  pp. 189-199.
- Andrew of Crete, in The New Grove Dictionary of Music and Musicians, second edition, I, London-New York, 2001,  pp. 630-631.
- John Damascene, in The New Grove Dictionary of Music and Musicians, second edition, XIII, London-New York, 2001,  p. 150.
- Kosmas of Jerusalem, in The New Grove Dictionary of Music and Musicians, second edition, XIII, London-New York, 2001,  p. 834.
- I libri liturgici della Chiesa bizantina, in Storia religiosa della Grecia, Olgiate Olona (VA), 2002,  pp. 83-100.
- Il terzo voto di Nilo da Rossano, in Ad Contemplandam Sapientiam. Studi di Filologia Letteratura Storia in memoria di Sandro Leanza, Soveria Mannelli, 2004,  pp. 253-267.
- La sinonimia nella Vita di san Nilo da Rossano, in “Ἐπετηρὶς Ἑταιρείας Βυζαντινῶν Σπουδῶν 51 (2003; pubbl. 2006) = Ἀφιέρωμα εἰς τὸν ὁμότιμον καθηγητὴν τῆς Φιλοσοφικῆς Σχολῆς τοῦ Πανεπιστημίου Ἀθηνῶν Ἀθανάσιον Κομίνην”, pp. 118-124
- I santi dell'Italia greca, in “Histoire et culture dans l'Italie byzantine. Acquis et nouvelles recherches”, Roma 2006, pp. 95-126
- Παντολέων/Παντελεήμων. Le fonti agiografiche greche, in “Pantaleone da Nicomedia santo tra cielo e terra: reliquie, culto, iconografia (Ravello, Complesso della SS. Annunziata, 23-24 luglio 2005) – I santi venuti dall'Oriente. Trifone e Barbara sul cammino di Pantaleone (Ravello, Complesso della SS. Annunziata, 24-25 luglio 2006)”, Napoli 2009, pp. 253-266
- L’autore della Vita di san Nilo da Rossano, in Rivista di Studi Bizantini e Neoellenici, n.s., n. 53, 2016,  pp. 123-135.